# Liegnitzer Bombe

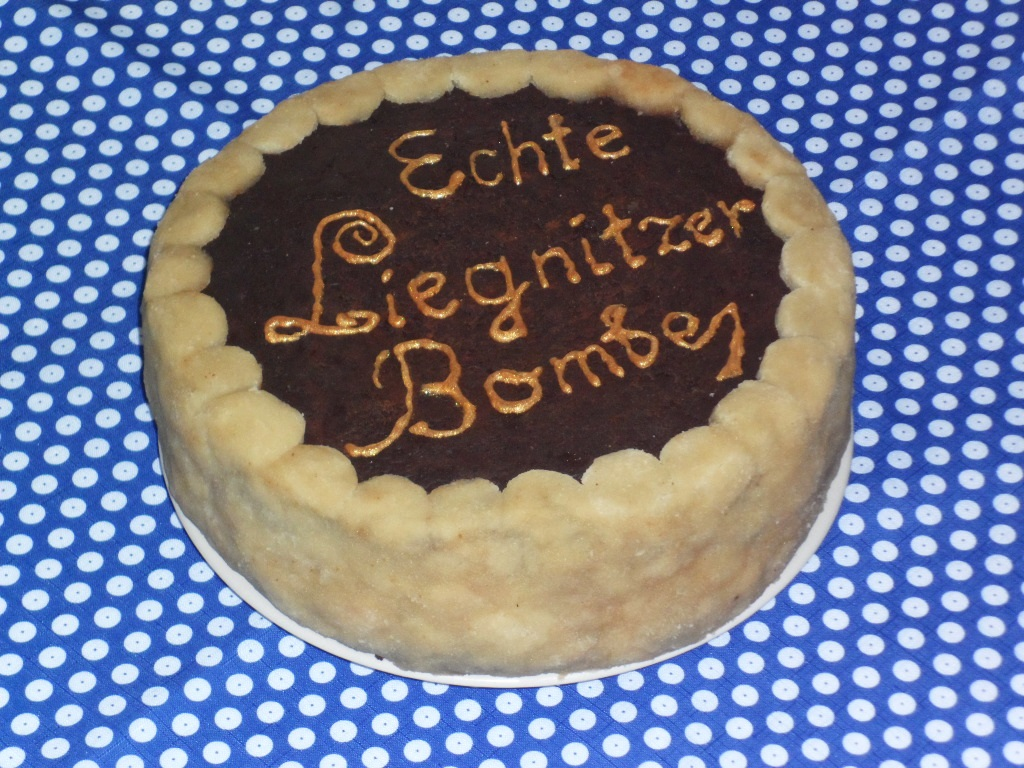
Echte Liegnitzer Bombe
(nach alter Rezeptur)

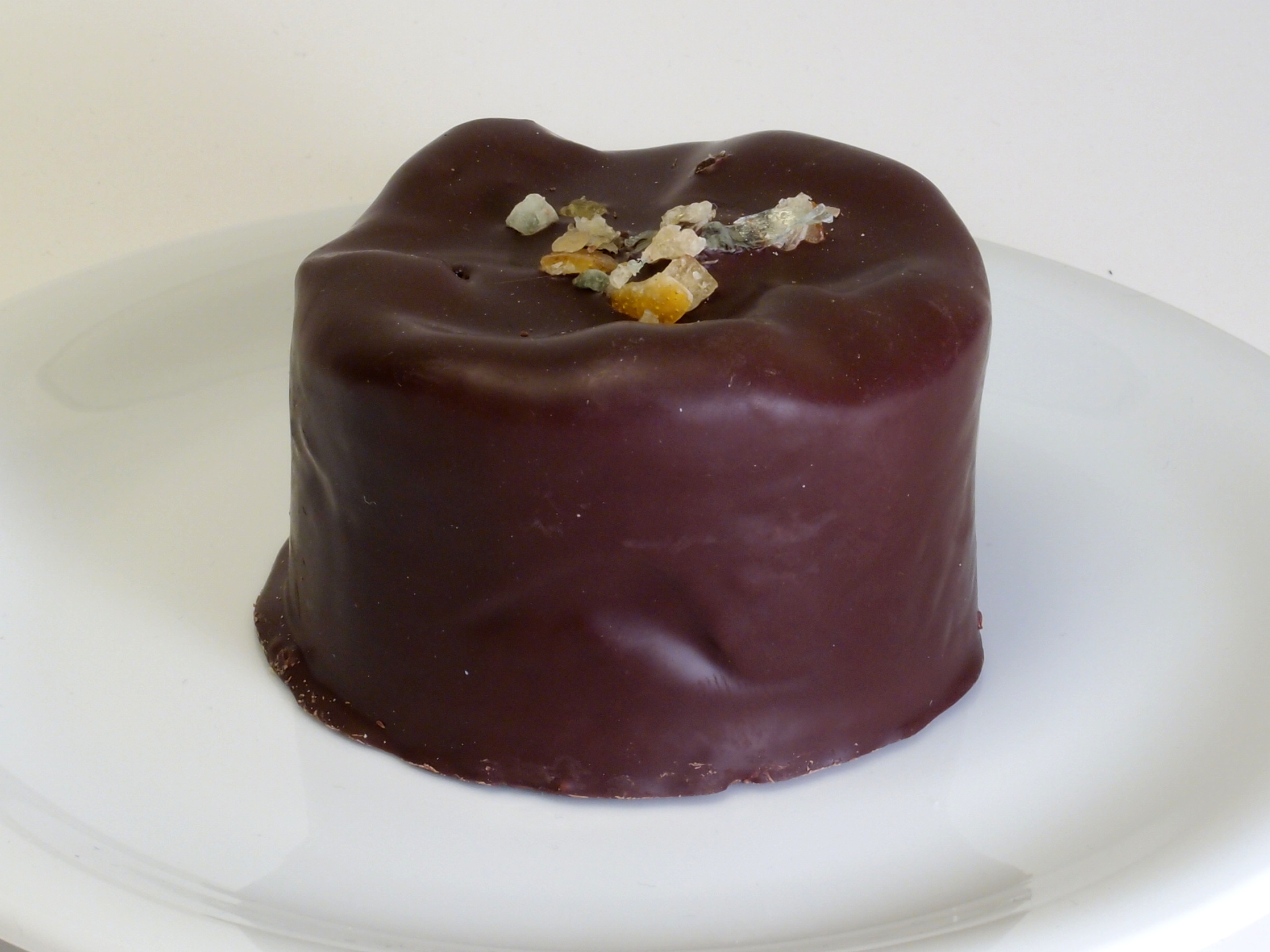
Liegnitzer Bombe, Höhe 45 mm, Durchmesser 75 mm

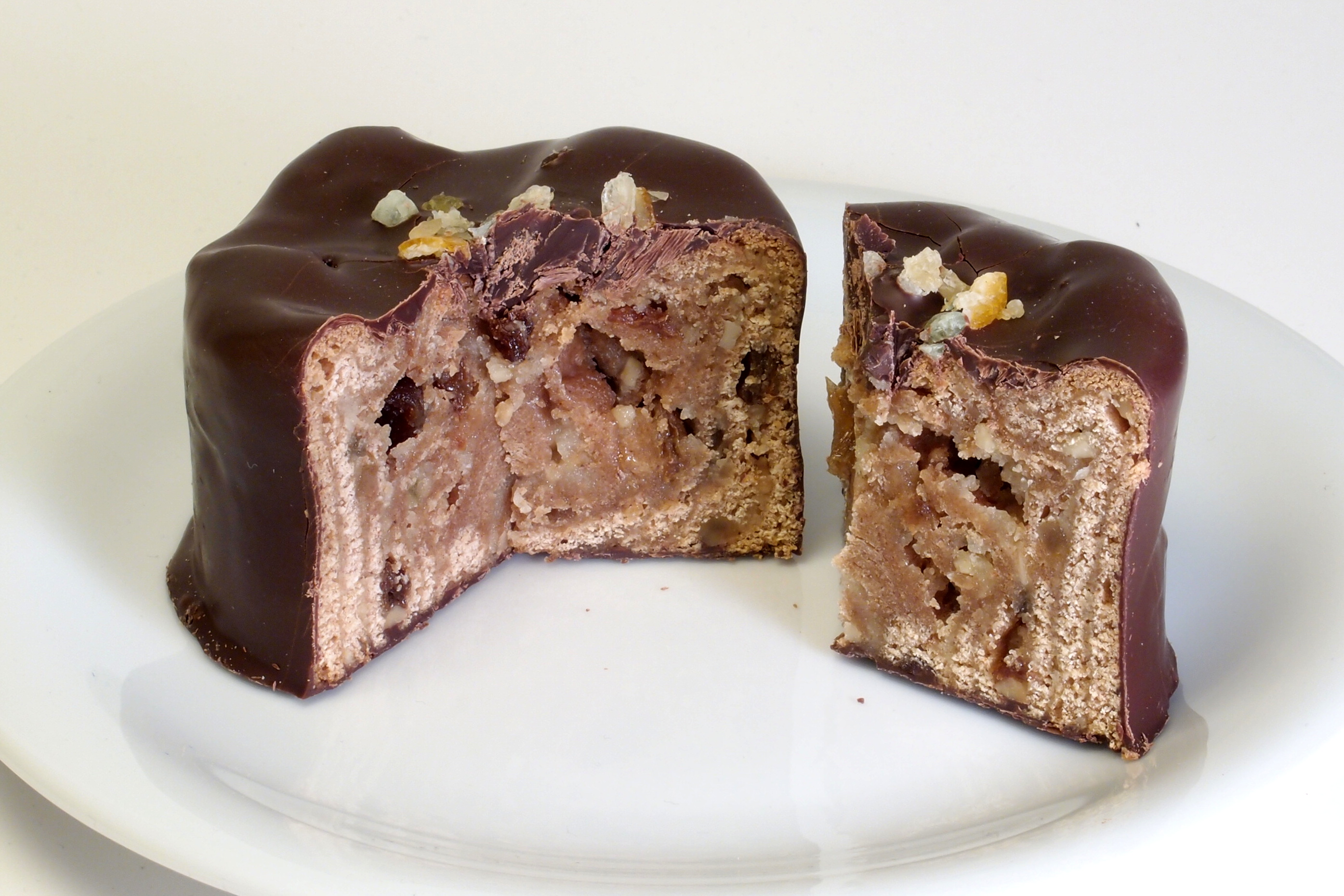
Dasselbe Exemplar, aufgeschnitten; sichtbar ist eine Füllung mit Marzipan und Rosinen

Die Liegnitzer Bombe ist eine Pfefferkuchen-Spezialität aus Liegnitz in Niederschlesien. Es handelt sich um kleine runde Kuchen aus braunem Lebkuchenteig mit einer Frucht-Marzipan-Füllung. Die Füllung kann zum Beispiel kandierte Kirschen, Orangeat, Rosinen und gehackte Mandeln enthalten. Die Rezeptur wird mit Rosenwasser verfeinert, und das Endprodukt mit Schokoladenguss überzogen.
„Liegnitzer Bombe“ ist keine geschützte Herkunftsangabe. Das Gebäck ist seit 1853 in Liegnitz belegt (Bäckerei Eduard Müller) und wurde seit 1884 durch Franz Mayenburg industriell hergestellt. Vor 1945 wurde dieses Gebäck tatsächlich vor allem in Liegnitz und Umgebung hergestellt und von dort aus weltweit exportiert, aber mit der Vertreibung der deutschen Bevölkerung kam diese Pfefferkuchentradition im polnischen Teil Niederschlesiens zum Erliegen. In der Oberlausitz und in der Region Berlin-Brandenburg ist sie weiterhin verbreitet. Auch über den Versandhandel lassen sich die Produkte bestellen. In neueren deutschen Backbüchern findet man immer noch Rezepte für die traditionelle Liegnitzer Bombe.